# Питание
Пита́ние — процесс поступления в организм и усвоения им веществ, необходимых для покрытия энергетических и пластических затрат, построения и возобновления частей его тела. Чтобы животные находились в состоянии сбалансированного питания, они должны получать в достаточном количестве:
- энергию для обеспечения физиологических процессов;
- белок и аминокислоты для поддержания положительного азотистого баланса;
- воду и минеральные вещества для восполнения потерь при выделении во внешнюю среду или связывании в организме;
- витамины, которые не синтезируются в организме[1].

## Типы питания живых организмов
- Автотрофы используют солнечную энергию в процессах анаболизма;
- Гетеротрофы поглощают химическую энергию из соединений, синтезированных автотрофами;
- Хемотрофы используют химическую энергию окисления простых или сложных соединений для поддержания гомеостаза.

Стратегия питания живыми организмами для поддержания нормального течения физиологических процессов жизнедеятельности, в частности, для восполнения запаса энергии и реализации процессов роста и развития различаются:
- поглощение питательных веществ всей поверхностью тела (напр. эндопаразиты);
- эндоцитоз;
- фильтрационое питание (напр. животные-фильтраторы);
- питание посредством прокола и всасывания;
- токсины, парализующие жертву;
- различные виды челюстей, клювов и зубов.

## Питание бактерий
У бактерий существуют два способа питания: гетеротрофное, автотрофное и хемотрофное.
Гетеротрофные бактерии используют для своего развития готовые органические вещества. Бактерии, которые питаются органическими веществами, делятся на три группы — сапротрофы, паразиты и симбионты. Первые питаются отмершими останками организмов, а вторые и третьи живут за счет живых организмов.
Автотрофные (хемотрофные) бактерии сами создают из неорганических веществ органические. К ним относятся цианобактерии, железобактерии, а также серобактерии.

## Питание растений
В отношении растений питанием называется процесс добычи растениями неорганических соединений из почвенного раствора, воздушной или водной среды. Многие растения могут поглощать минеральные соли, создавая для этого микоризу.

## Питание грибов
Все грибы являются гетеротрофными организмами. Минеральные вещества гриб способен усваивать из окружающей среды, однако органические он должен получать в готовом виде. В зависимости от потребности в веществах, тот или иной вид грибов заселяет определённый субстрат. Грибы не способны усваивать крупные частички пищи, поэтому всасывают исключительно жидкие вещества через всю поверхность тела, при этом огромная площадь поверхности мицелия оказывается весьма выгодной. Также грибы могут питаться, паразитируя на животных и разлагая мёртвую органику.

## Питание животных
Все животные являются гетеротрофными организмами.

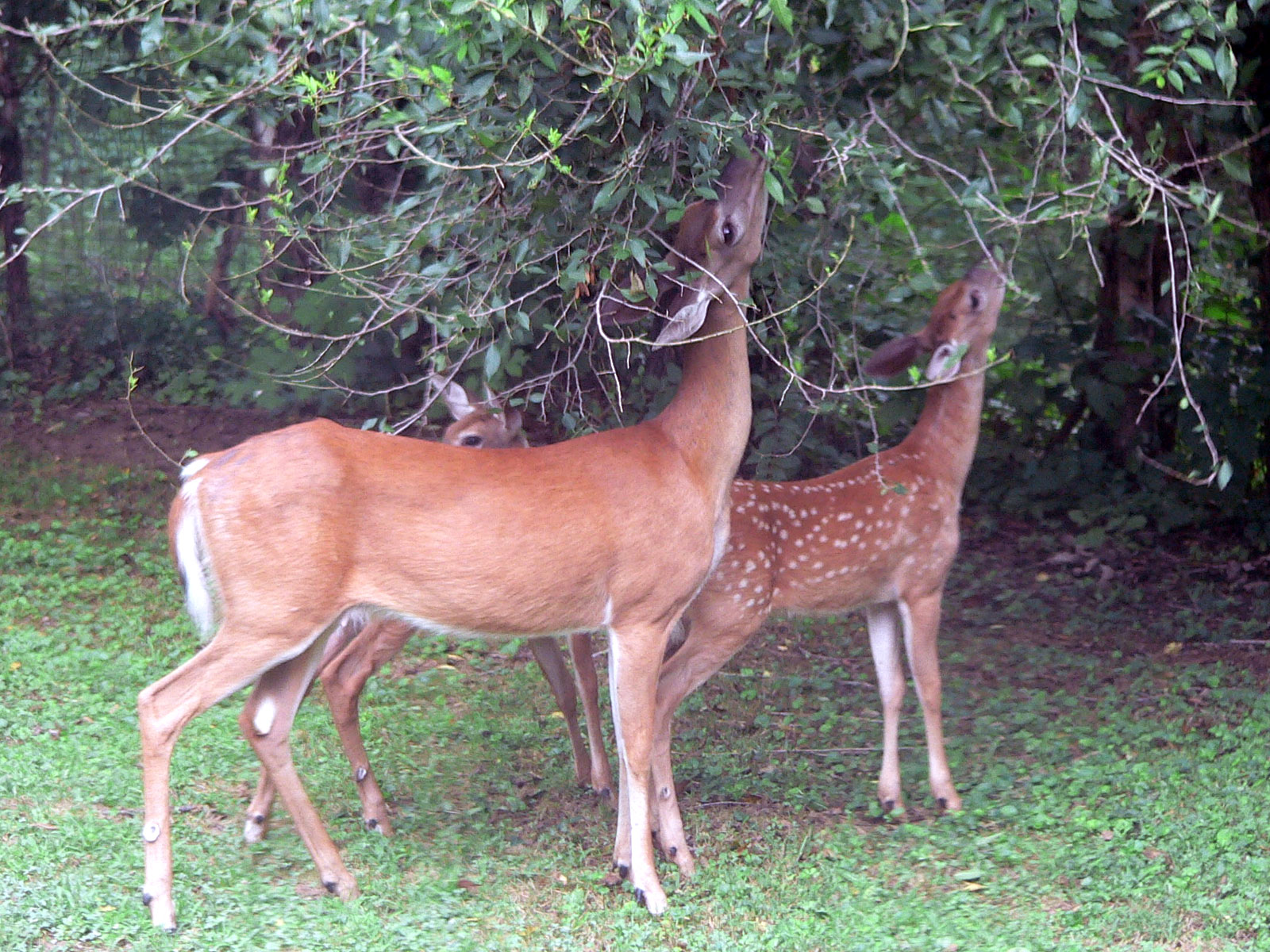
Олени, поедающие листву

Многие животные питаются только растительной пищей, их называют растительноядными.
Хищники используют в пищу других животных.
Животные, которые питаются как растениями, так и животными, называются всеядными.
Животные, употребляющие в пищу трупы животных, называются падальщиками.
Животных, обитающих внутри или на поверхности тела растения или другого животного и питающихся за его счет, называют паразитами.
Вообще у большинства животных нет чёткой границы между этими типами питания. Например, волки — хищники, но летом могут поесть и растительности. Но в то же время всеядными они от этого не становятся.

## Питание человека

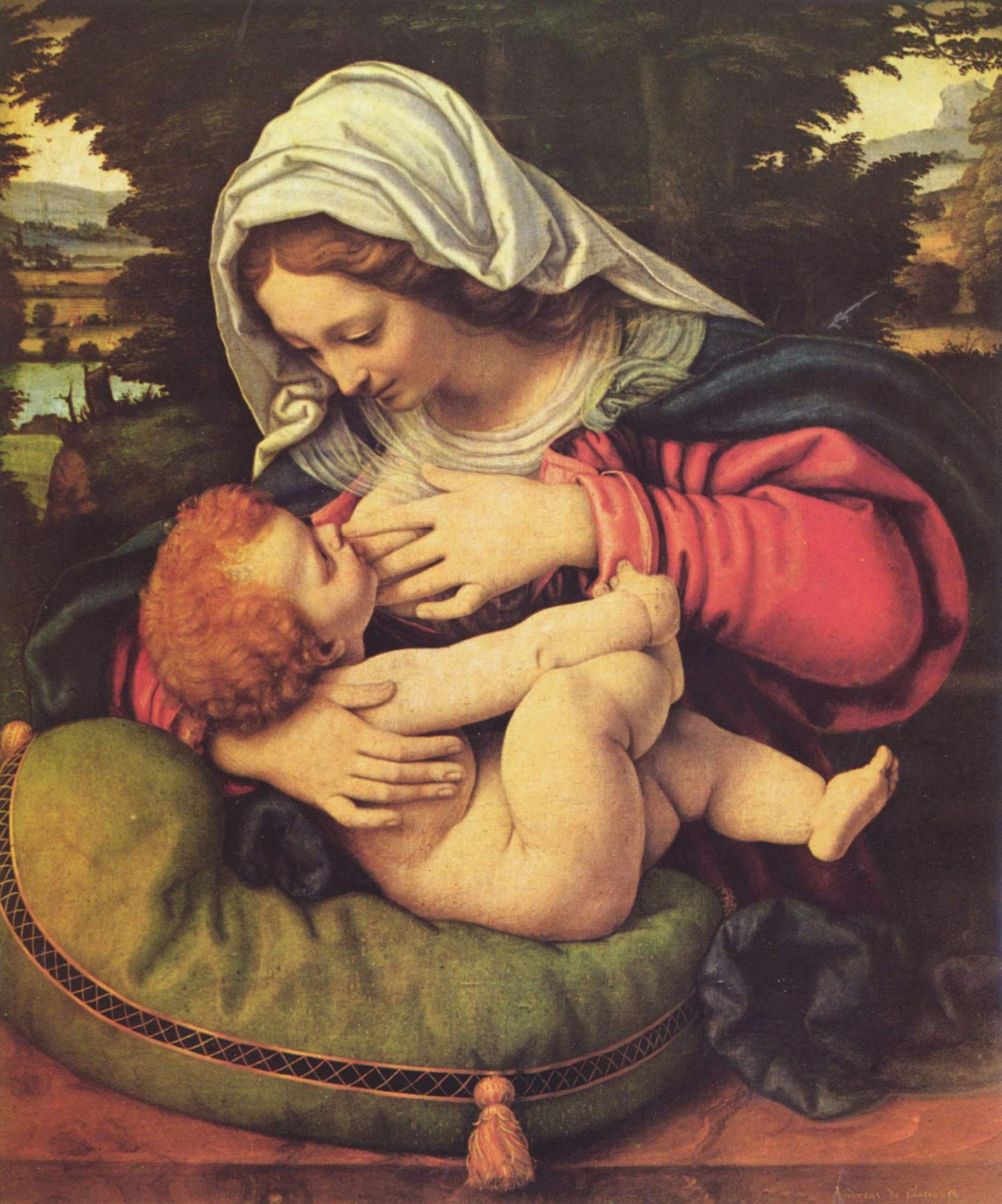
Андреа Соларио. Мадонна с зелёной подушкой (около 1507, Лувр).

Нормальное течение процессов жизнедеятельности в организме во многом зависит от того, как организовано питание человека с первых дней жизни. Пища должна содержать белки, жиры, углеводы, витамины и минеральные вещества, а также воду в необходимых количествах. При этом потребность в общем количестве и балансе отдельных компонентов питания в первую очередь зависит от возраста, вида трудовой деятельности и условий жизни. Под физиологическим (рациональным) питанием обычно понимают нормы, полностью покрывающие все энергозатраты организма, а для детей ещё и обеспечивают процессы роста и развития. Количество энергии, выделяемой при усвоении организмом того или иного вещества, называется калорийностью этого продукта.
Усваиваемость питательных веществ разная. Из смешанной пищи белки усваиваются на 92 %, жиры — 95 %, углеводы — 98 %.
Как отмечают ОЭСР и ФАО (2014) — зерновые по-прежнему являются главным продуктом в рационе питания населения мира, однако во многих регионах в результате роста доходов населения и темпов урбанизации в рационе питания растет доля белковой пищи, жиров и сахара.
Энергетическая ценность пищевых продуктов определяется количеством энергии, которая высвобождается при употреблении пищи. Если затраты энергии организма человека существенно ниже, чем энергетическая ценность потребляемых им пищевых продуктов, то организм как бы «запасает» энергию на непредвиденный случай, происходит увеличение массы тела, что может привести к ожирению. Если же человек недополучает необходимое количество энергии из пищи, то происходит снижение массы тела. Недоедание приводит к ухудшению состояния организма, способствует различным заболеваниям. Крайнее истощение приводит к голодной смерти. 

### Рациональное питание

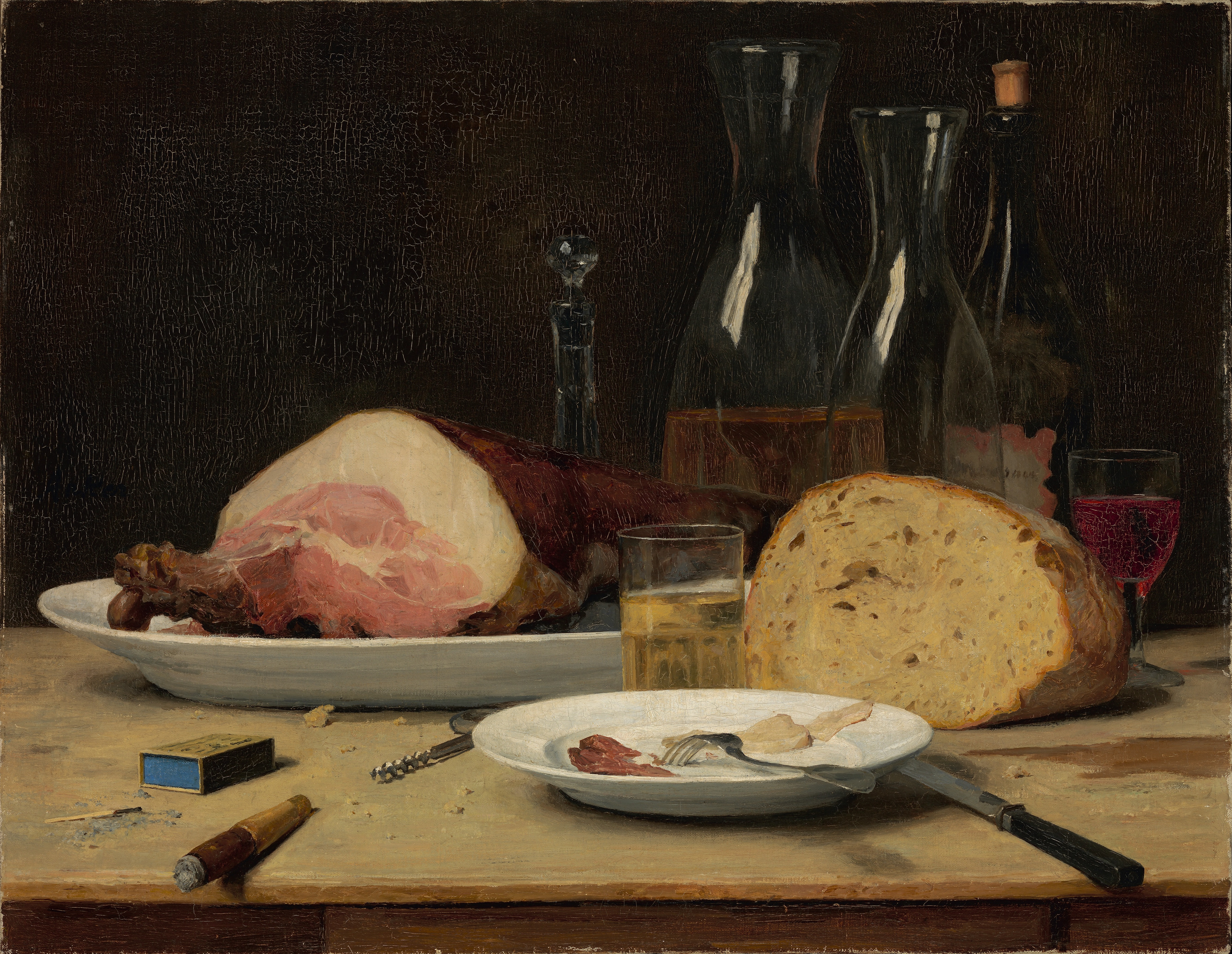
Альберт Анкер, Натюрморт (1896)

Рациона́льное пита́ние (лат. rationalis — умный) — разнообразное и сбалансированное по всем компонентам физиологически полноценное питание здоровых людей. Рациональное питание является одним из главных компонентов здорового образа жизни — один из факторов продления активного периода жизнедеятельности человека.

### Лечебное питание
Виды лечебного питания:
- Энтеральное
  - Естественное

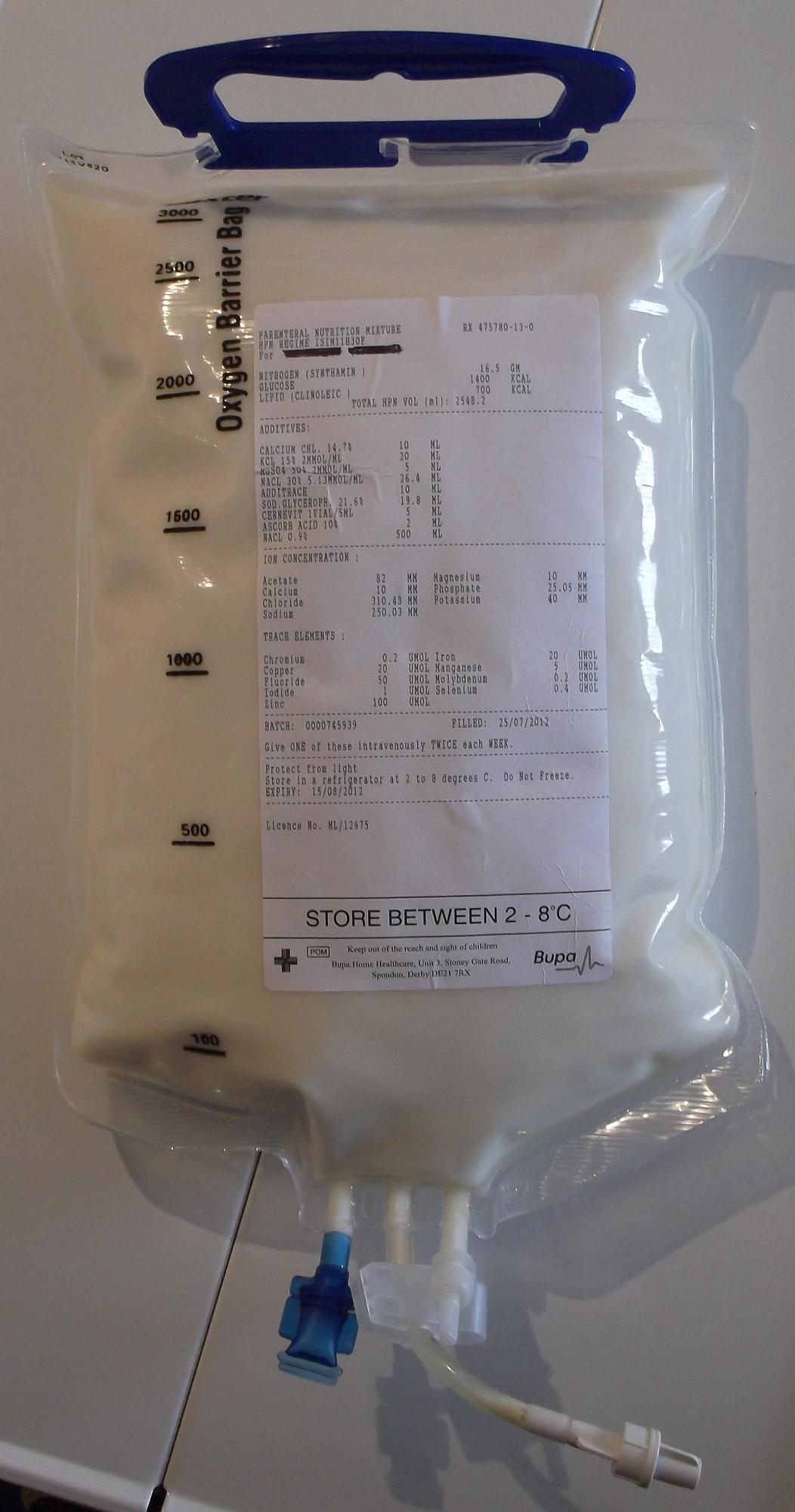
Пакет смеси для парентерального питания

  - Искусственное— зондовое (когда питательные вещества вводятся в желудок, двенадцатиперстную или тощую кишку) или же осуществляться через наложенную на участок желудочно-кишечного тракта стому[6]
  - Питательные клизмы[7]
- Парентера́льное питание— искусственное питание организма путём внутривенной инфузии в обход желудочно-кишечного тракта

Приём диетической пищи при энтеральном лечебном питании (греч. δίαιτα — образ жизни, режим питания + греч. θεραπεία — терапия, лечение, оздоровление, лекарство) — лечебный метод, заключающийся в терапии различных заболеваний, например сахарного диабета, специальной диетой.
При проведении полного парентерального питания (больной получает все питательные вещества только внутривенно) обязательно используют одновременное введение аминокислот, жировых эмульсий, глюкозы, витаминов и микроэлементов (селен, цинк, марганец и др.). В зависимости от состояния пациента, используются различные схемы введения, дозы энергетических и пластических субстратов, что отражено в рекомендациях Европейской ассоциации клинического питания и метаболизма (ESPEN). Особое внимание уделяется аминокислоте Глутамин в форме дипептида Глутамина. Дополнение парентерального питания этим компонентом усиливает иммунитет, восстанавливает работу органов и систем (особенно, желудочно-кишечного тракта), что сокращает время пребывания больных в отделениях интенсивной терапии, снижает количество осложнений, ускоряет восстановление пациента  и экономит средства больниц на лечение пациентов .

### Общественное (коллективное) питание

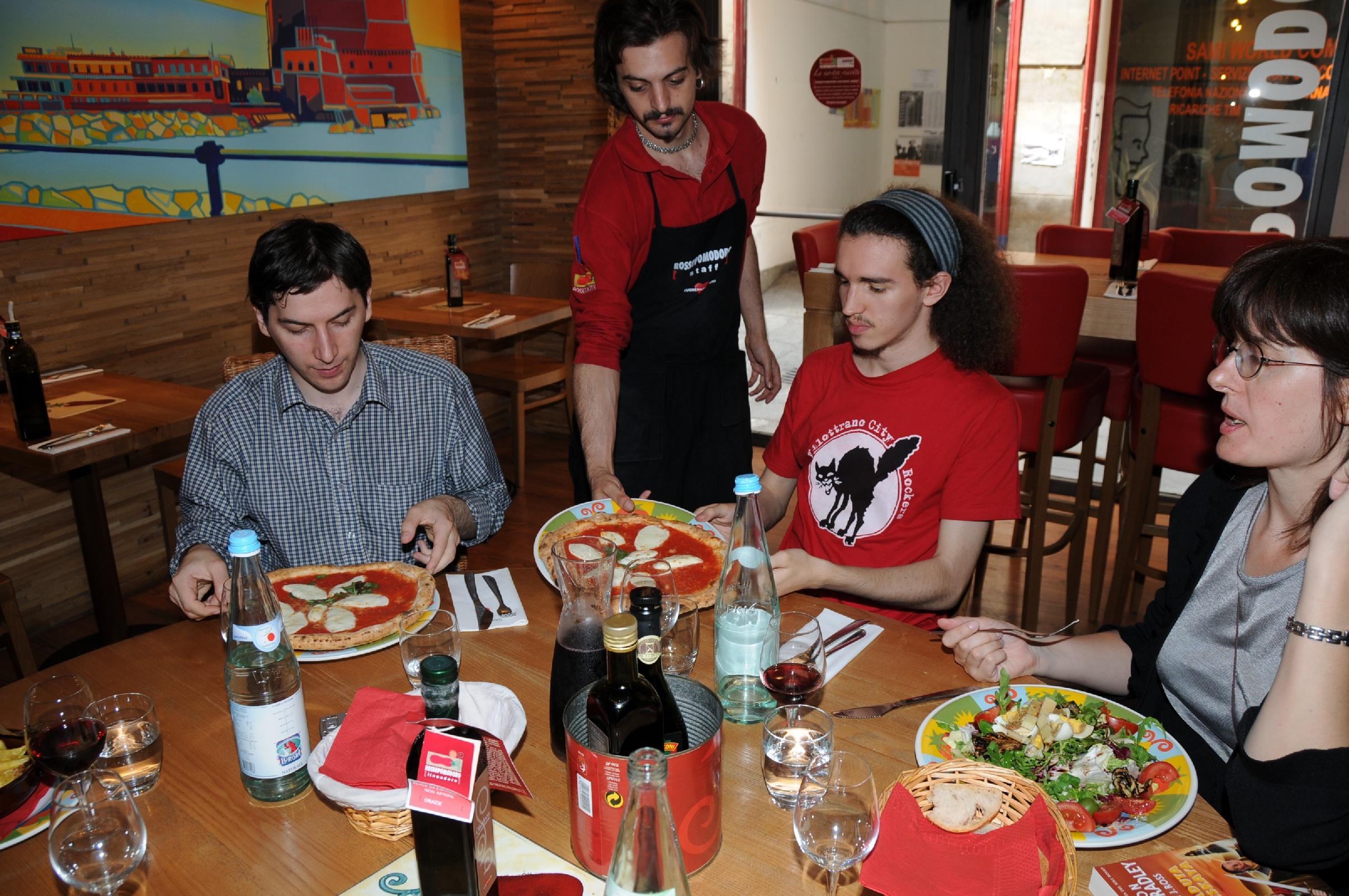
Обед в кафе

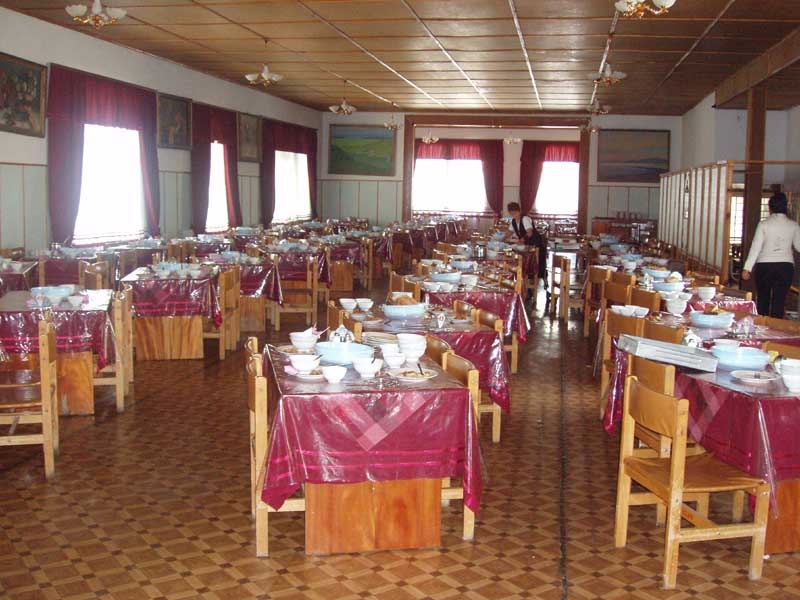
Столовая

Общественное питание (сокр.: общепи́т) — отрасль народного хозяйства, совокупность предприятий, занимающихся производством, реализацией и организацией потребления кулинарной продукции.
- Быстрое питание
- Формы питания в отеле
- Бортовое питание — еда и напитки, предлагаемые пассажирам на борту во время авиаперелёта/плавания.